# Bolha (estomatologia)
Bolha é uma elevação circunscrita contendo em seu interior líquido, em sua maioria. É similar à vesícula, porém recebe este nome quando é superior a 3 mm. 